# فولفغانغ ماتز
فولفغانغ ماتز (بالألمانية: Wolfgang Matz)‏ هو لاعب كرة قدم ألماني في مركز الدفاع، ولد في 15 أبريل 1944 في زالتسغيتر في ألمانيا، وتوفي في 22 نوفمبر 1995. لعب مع آينتراخت براونشفايغ وفورتونا دوسلدورف ونادي فولفسبورغ.

## وصلات خارجية
- فولفغانغ ماتز على موقع قاعدة بيانات كرة القدم.إي يو (الإنجليزية)
- فولفغانغ ماتز على موقع بيانات كرة القدم. دي إي (الألمانية)